# ريتشارد وليامز (سياسي)
ريتشارد وليامز (بالإنجليزية: Richard Williams)‏ هو عسكري وسياسي بريطاني، ولد في 1510 في المملكة المتحدة، وتوفي في 1544. انتخب Member of the 1542-44 Parliament ‏ عن دائرة Huntingdonshire ‏ وانتخب Member of the 1539-40 Parliament ‏ عن دائرة Huntingdonshire ‏ وانتخب عضو مجلس النواب في البرلمان البريطاني عن دائرة Huntingdonshire (UK Parliament constituency) ‏ (1539 – 1539).